# أحمد كمال (دبلوماسي)
أحمد كمال هو دبلوماسي باكستاني، ولد في 9 أبريل 1938.